# Oberweißenbach (Selb)

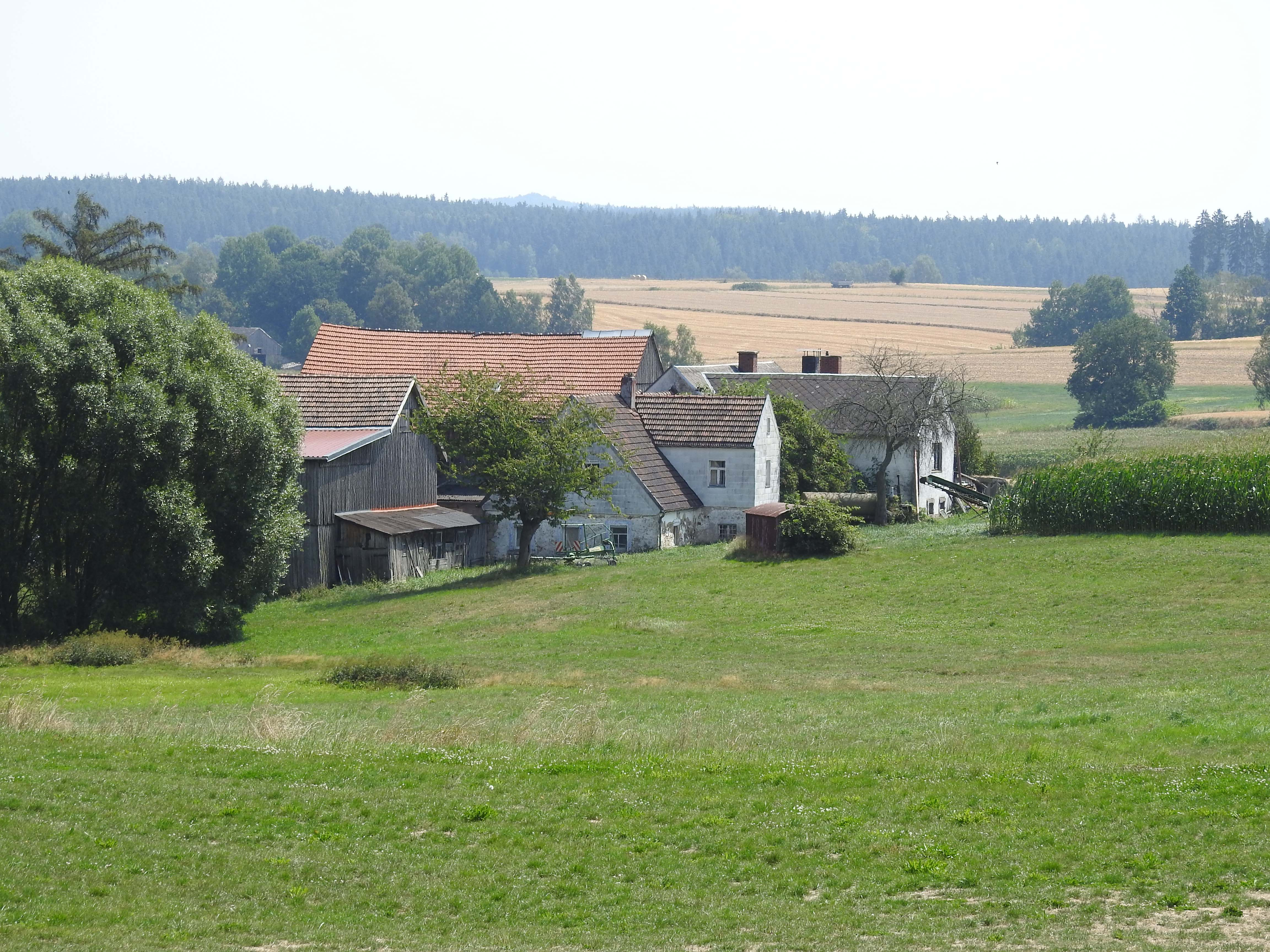
Bei Oberweißenbach

Oberweißenbach ist ein Gemeindeteil der Großen Kreisstadt Selb im Landkreis Wunsiedel im Fichtelgebirge (Oberfranken, Bayern).
Das Dorf mit 111 Häusern und 330 Einwohnern besteht aus den Gemarkungen Unter-, Mittel- und Oberweißenbach. Der Ort hat eine Ausdehnung von über zwei Kilometern Länge und liegt auf einer Höhe von 549 m ü. NHN.
Im Jahre 1304 wurde in einem Schenkungsvertrag das Dorf erstmals urkundlich erwähnt.
Am 1. Januar 1978 wurde die Gemeinde Oberweißenbach in die Stadt Selb eingegliedert.

## Vereine
- Obst- und Gartenbauverein
- Freiwillige Feuerwehr Oberweißenbach

## Bekannte Persönlichkeiten
- Richard Graef (1879–1945), Maler, Grafiker, Zeichner und Illustrator